# 尖吻单棘鲀
尖吻單棘鲀（学名：Oxymonacanthus longirostris），又稱尖吻魨，俗名尖嘴砲彈、玉黍砲彈，为輻鰭魚綱魨形目單棘魨科的一種。其种加词“longirostris”意为“长吻的”。

## 分布
本魚分布于印度太平洋區，包括東非、模里西斯、紅海、馬爾地夫、塞席爾群島、留尼旺、斯里蘭卡、印度、泰國、越南、日本、中國、台灣、菲律賓、印尼、澳洲、新幾內亞、關島、聖誕島、馬紹爾群島、帛琉、薩摩亞群島、東加、萬那杜等海域，属于暖水性鱼类。

## 深度
水深0至30公尺。

## 特徵
本魚體極側扁，略呈長橢圓形；吻部延長突出。第一背鰭棘特化成強棘，表皮呈絨毛狀粗糙，無鱗片。體呈藍綠色，布滿呈黃色斑點，背鰭硬棘2枚； 背鰭軟條31至35枚；臀鰭軟條29至32枚，體長可達12公分。

## 生態
本魚棲息於在內灣或向海的礁坡，喜藏於軸孔珊瑚中，並以此種珊瑚蟲為食，屬肉食性。常以略呈頭上尾下的傾斜姿勢游泳，築巢於長有海藻的死珊瑚基部。

## 經濟利用
為色彩鮮豔的觀賞魚，不供食用。